# Campeonato Mundial de Patinaje Artístico sobre Hielo de 1929
El XXVII Campeonato Mundial de Patinaje Artístico se realizó en Londres (concurso masculino) entre el 4 y el 5 de marzo y en Budapest (concurso femenino y por parejas) entre el 2 y el 3 de febrero de 1929 bajo la organización de la Unión Internacional de Patinaje sobre Hielo (ISU), la Federación Británica de Patinaje sobre Hielo y la Federación Húngara de Patinaje sobre Hielo. 

## Resultados

### Masculino
| Puesto | Nombre           | País     | Puntos |
| ------ | ---------------- | -------- | ------ |
| Oro    | Gillis Grafström | Suecia   | 6      |
| Plata  | Karl Schäfer     | Alemania | 9      |
| Bronce | Ludwig Wrede     | Austria  | 18     |

### Femenino
| Puesto | Nombre          | País    | Puntos |
| ------ | --------------- | ------- | ------ |
| Oro    | Sonja Henie     | Noruega | 5      |
| Plata  | Fritzi Burger   | Austria | 12     |
| Bronce | Melitta Brunner | Austria | 13     |

### Parejas
| Puesto | Nombre                         | País    | Puntos |
| ------ | ------------------------------ | ------- | ------ |
| Oro    | Lily Scholz / Otto Kaiser      | Austria | 6      |
| Plata  | Melitta Brunner / Ludwig Wrede | Austria | 13     |
| Bronce | Olga Orgonista / Sándor Szalay | Hungría | 18     |

## Medallero
| Núm. | País     | Oro | Plata | Bronce | Total |
| ---- | -------- | --- | ----- | ------ | ----- |
| 1    | Austria  | 1   | 2     | 2      | 5     |
| 2    | Noruega  | 1   | 0     | 0      | 1     |
| 2    | Suecia   | 1   | 0     | 0      | 1     |
| 4    | Alemania | 0   | 1     | 0      | 1     |
| 5    | Hungría  | 0   | 0     | 1      | 1     |
|      | TOTAL    | 3   | 3     | 3      | 9     |

| Predecesor: Alemania - Reino Unido 1928 | Campeonato Mundial de Patinaje Artístico sobre Hielo 1929 | Sucesor: Estados Unidos 1930 |

- Datos: Q24153
- Multimedia: 1929 World Figure Skating Championships / Q24153